# Germaine Bailac
Jeanne Albertine Germaine Bailac, née le 28 mars 1881 à Toulouse et morte le 12 octobre 1977, à Paris 16e, est une mezzo-soprano française.

## Biographie
D'origine algérienne du côté maternel et espagnole par son père. Ses parents sont Adélaïde Clotilde Armandet Frédéric Bailac, professeur de violon à Toulouse.
Élève au conservatoire de Toulouse, puis au conservatoire de Paris, dans la classe Edmond Duvernoy, elle obtient un premier prix d'opéra en 1907. Après ses débuts à l'Opéra en 1907 dans le rôle de Dalila, elle joue par la suite le rôle de Carmen à l'Opéra-Comique et en représentation dans de nombreux théâtres,.
Depuis 1913, elle est locataire d'un appartement 105 rue de Courcelles où elle donne des cours de chant.
En 1941, elle est nommée professeure de chant au conservatoire de Toulouse.

## Répertoire

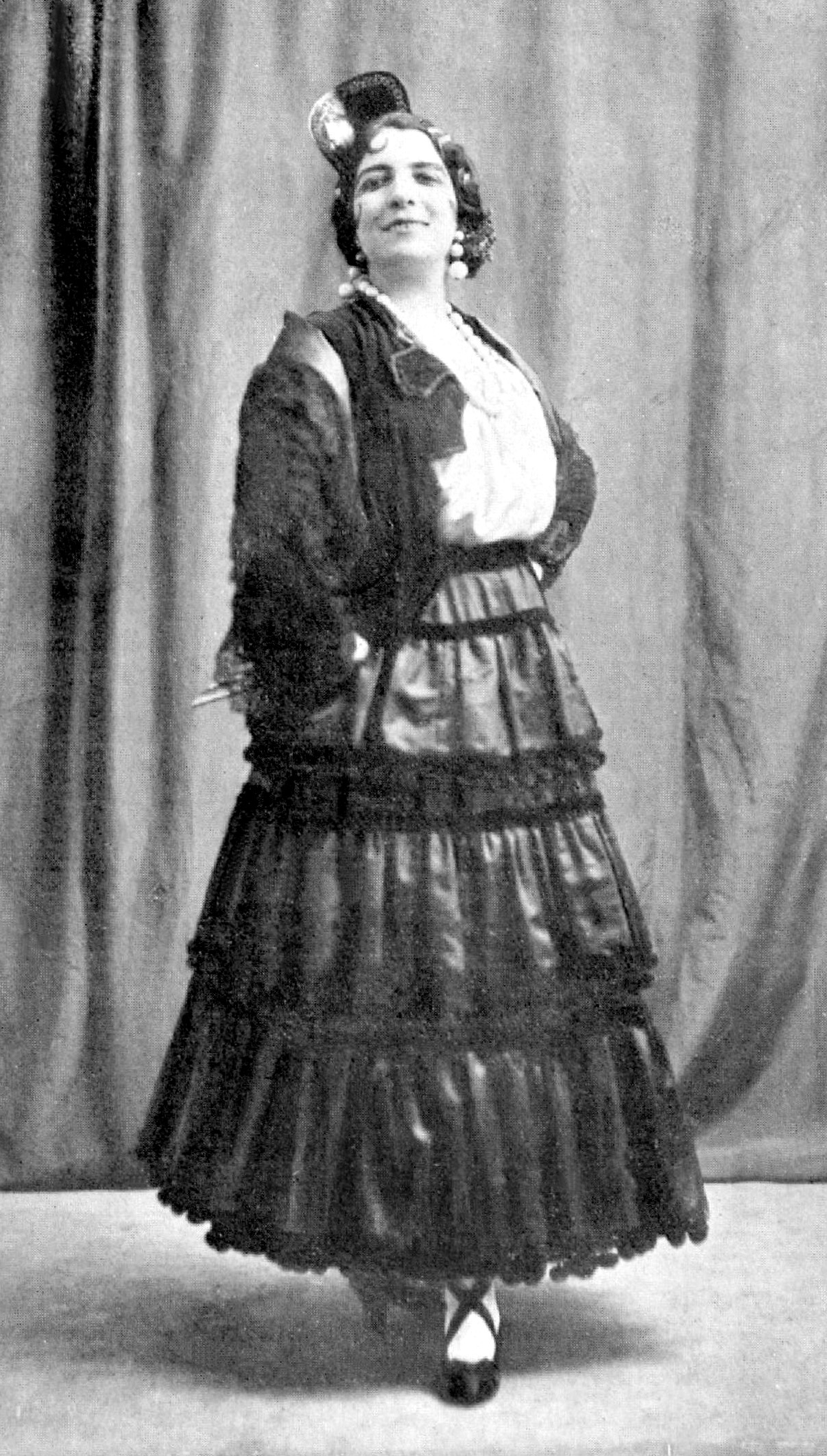
Carmen, 1916

- 1907 : Samson et Dalila, à l'Opéra de Paris, 19 août, Dalila[2],[6].
- 1908 : Le Clown, nouvelle musicale en deux actes, livret de Victor Capoul, musique d'Isaac de Camondo à l'Opéra-Comique, 16 mai , Glady
- 1908 : Carmen, de Bizet, à l'Opéra-Comique, 6 septembre, rôle-titre[10].
- 1909 : Carmen, à La Monnaie[11].
- 1910 : Samson et Dalila, à l'Opéra de Paris, 24 juin, Dalila[12],[13].
- 1909 : Cendrillon, de Massenet, à l'Opéra-Comique, 1er janvier, Madame de la Haltière
- 1910 : Le Miracle de Georges Hüe, crée le 30 décembre à l'Opéra de Paris, Bérengère
- 1911 : Rigoletto, Madeleine
- 1911 : Déjanire, de Camille Saint-Saëns sur un livret de Louis Gallet, créée le 14 mars au théâtre de Monte-Carlo, Phénice[14],[15],[16].
- 1911 : Carmen, au Grand-théâtre de Lyon, novembre, rôle-titre[17].
- 1912 : Madame Pierre, d'Henri Cain et J.Marx, musique d'Edmond Malherbe, à l'Alhambra, Paula[18],[19].
- 1912 : Carmen, à l'Opéra-Comique, 2 décembre[20],[21].
- 1913 : La Favorite, de Donizetti, au casino municipal de Cannes[8].
- 1913 :  Werther, de Massenet, au théâtre du Grand-Casino de Vichy[22].
- 1914 : Carmen, à l'Opéra-Comique, 8 mai[23], 26 septembre[24].
- 1915 : Carmen, à l'Opéra-Comique[25].
- 1916 : Werther, de Massenet, à l'Opéra-Comique, 7 mai, Charlotte[26].
- Salomé, un page
- 1921 : Orphée au théâtre du Grand-Casino de Vichy[27].
- 1921 : Les Troyens à Carthage, de Berlioz, au théâtre du Grand-Casino de Vichy[28].
- 1921 : Falstaff, de Verdi, au théâtre du Grand-Casino de Vichy[27],[29].
- 1922 :  Samson et Dalila, au théâtre du Grand-Casino de Vichy[30].
- 1923 : La Foire de Sorochyntsi (en), opéra-comique de Moussorgsky, à l'opéra de Monte-Carlo, 17 mars, Khivria[31].
- 1924 : Carmen, au casino municipal de Nice[9].
- 1925 : Carmen, au casino municipal de Nice[32].